# Ourim et Thoummim
 (février 2019).

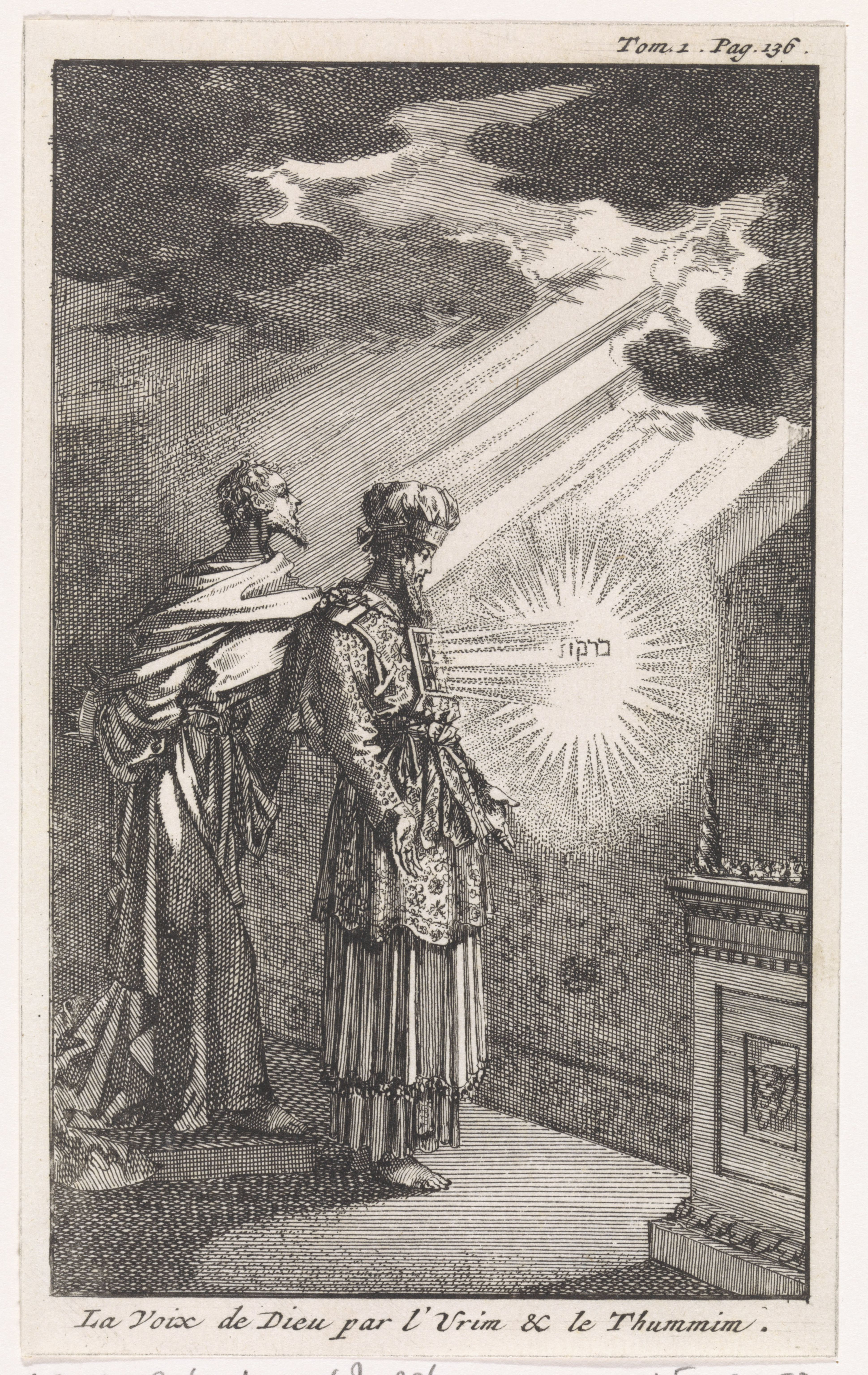
Image liée à l'article l'ourim et le Thoummin, des éléments du pectoral porté par le Grand prête d'Israël selon la Bible hébraïque

L’Ourim et le Thoummim ou les Ourim (אורים ) et les Thoummim (תאומים  ) (aussi appelés Ourim et Toumim, ou Urim et Thummim) sont des éléments du pectoral porté par le Grand prêtre d'Israël selon la Bible hébraïque. Ils sont généralement considérés comme des objets ayant trait à l'art de la divination mais aucune description de leur aspect ne figure dans la Bible. En hébreu, le mot ourim signifie « lumières », et thoummim « perfections », parfois traduit par vérité. Les érudits juifs les décrivent comme un « instrument qui servait à donner la révélation et à déclarer la vérité »

## Extraits de la Bible s'y rapportant
- Exode 28:30 : « Tu joindras au pectoral du jugement l'urim et le thummim, et ils seront sur le cœur d'Aaron, lorsqu'il se présentera devant l'Éternel. »

- Lévitique 8:8 : « Il lui mit le pectoral, et il joignit au pectoral l'urim et le thummim. »

- Nombres 27:21 : « Il se présentera devant le sacrificateur Éléazar, qui consultera pour lui le jugement de l'urim devant l'Éternel. »

- Deutéronome 33:8 : « Sur Lévi il dit : Les thummim et les urim ont été confiés à l'homme saint, Que tu as tenté à Massa, Et avec qui tu as contesté aux eaux de Meriba. »

- 1 Samuel 14:41: « Saül pria le Seigneur: « Dieu d’Israël, pourquoi ne m’as-tu pas donné de réponse aujourd’hui? Seigneur, réponds moi par les sorts sacrés: si la faute vient de Jonatan ou de moi-même, réponds par l’Urim; si la faute vient de l’armée, réponds par le Tummim. » Jonatan et Saül furent désignés et l’armée mise hors de cause. »

- 1 Samuel 28:6 : « Saül consulta l'Éternel ; et l'Éternel ne lui répondit point, ni par des songes, ni par l'urim, ni par les prophètes. »

- Esdras 2:63 : « et le gouverneur leur dit de ne pas manger des choses très saintes jusqu'à ce qu'un sacrificateur ait consulté l'urim et le thummim. »

- Néhémie 7:65 « et le gouverneur leur dit de ne pas manger des choses très saintes jusqu'à ce qu'un sacrificateur eût consulté l'urim et le thummim. »

## Dans la littérature
- L'Alchimiste, Paulo Coelho
- Les Émeraudes du Prophète, Juliette Benzoni
- L'Évangile selon Youri, Tobie Nathan

## Autres
Les mots Ourim et Thoummim, en hébreu, apparaissent sur le blason de l'université américaine Yale, où ils ont figuré depuis 1736.